# Agrypon diminutum
Agrypon diminutum är en stekelart som först beskrevs av Setsuya Momoi 1970. 
Agrypon diminutum ingår i släktet Agrypon och familjen brokparasitsteklar. Inga underarter finns listade i Catalogue of Life.